# Romeikî, Volodîmîreț
Romeikî (în ucraineană Ромейки) este o comună în raionul Volodîmîreț, regiunea Rivne, Ucraina, formată numai din satul de reședință.

## Demografie
Componența lingvistică a comunei Romeikî
     Ucraineană (99,36%)
     Alte limbi (0,64%)
Conform recensământului din 2001, majoritatea populației comunei Romeikî era vorbitoare de ucraineană (99,36%), existând în minoritate și vorbitori de alte limbi.